# FIDE-mester
A FIDE-mester (FM) egy kitüntető cím, melyet a Nemzetközi Sakkszövetség, a FIDE adományoz a sakkozóknak. A címet 1978-ban vezették be, és a nemzetközi mester, valamint a nagymester alatt helyezkedik el. Ahhoz, hogy valaki megkapja a címet, legalább 2300 Élő-ponttal kell rendelkeznie. A címet mind férfi, mind női játékosok megszerezhetik. A jelenlegi szabályozás a FIDE kézikönyvében olvasható.
2014 áprilisában a FIDE nyilvántartásában szereplő 437.263 játékosból 6516 versenyző volt FIDE-mester, és 1267-en rendelkeztek női FIDE mesteri címmel.

## Külső hivatkozások
- A Nemzetközi Sakkszövetség hivatalos oldala
- A FIDE kézikönyve